# Arthur Antunes Coimbra Junior
Arthur Antunes Coimbra Junior (* 15. Oktober 1977 in Rio de Janeiro) ist ein ehemaliger brasilianischer Fußballspieler.

## Karriere
Junior begann seine Karriere 1997 beim Erstligisten Fluminense FC. 1998 wechselte er zu CFZ do Rio. Von 2000 bis 2001 war er beim US-amerikanischen New England Revolution unter Vertrag. 2001 erreichte er mit dem Verein das Finale des U.S. Open Cup. 2002 kehrte er zu CFZ do Rio zurück. 2003 unterschrieb er einen Vertrag beim japanischen Zweitligisten Sagan Tosu. Im Sommer 2003 beendete er seine Karriere als Fußballspieler.